# Изток (квартал на Кюстендил)
Вижте пояснителната страница за други значения на Изток.
„Изток“ е квартал в град Кюстендил.

## Разположение, граници, население
Квартал „Изток“ се намира в североизточната част на Кюстендил. Разположен е между река Банщица, шосето София-Гюешево и жп.линията София-Гюешево. Кварталът е населен основно от цигани.

## Обществени институции и инфраструктура
В квартала преобладава нискоетажното жилищно строителство. Инфраструктурата е в лошо състояние. В квартала се намират 4-то ОУ „Иван Вазов“, детска градина, полицейски участък.